# Moritz Barach
 (août 2023).
Moritz Barach, né le 21 mars 1818 à Vienne (Autriche) et mort le 15 février 1888 à Salzbourg, dit Dr Märzroth, est un écrivain, poète et journaliste autrichien.

## Biographie
Né le 21 mars 1818 à Vienne, fils de marchand, il suit les cours de la faculté de philosophie de Vienne à partir de 1834/1835 et commence sa carrière littéraire en 1836 en collaborant à plusieurs journaux dont l' Allgemeine Theaterzeitung puis le Weiner Theaterzeitung. Il rencontre l'écrivain Moritz Gottlieb Saphir avec qui il collabore à la revue Humorist que ce dernier a créé en 1837.
Commence alors sa carrière d'écrivain humoristique et en 1848, il publie les deux volumes de l'album Brause-Pulver dans lequel sont imprimées pour la première fois des caricatures. Il fonde en 1853 le journal humoristique Der Komet et en 1862 Die Komische Welt et fait paraître dans la revue Ueber Land und Meer en 1860 ses Wiener Kroquis, chroniques spirituelles de la vie viennoise.
Il écrit aussi des pièces de théâtre, des nouvelles et des poèmes en dialecte autrichien et en dialecte de Salzbourg, ville dans laquelle il emménage en 1870 jusqu'à sa mort le 15 février 1888. Ces poèmes en dialecte local ont marqué la littérature autrichienne.